# Обинна, Энтони Джон Валентин
Энтони Джон Валентин Обинна (англ. Anthony John Valentine Obinna; род. 26 июня 1946, Эмекукву, Имо, Колониальная Нигерия) — нигерийский прелат. Епископ Оверри с 1 июля 1993 по 26 марта 1994. Архиепископ Оверри с 26 марта 1994 по 6 марта 2022.

## Биография
Энтони Джон Валентин Обинна родился 26 июня 1946 года в штате Имо, Нигерия.
В 1972 году он в сане священника был инкорпорирован в епархию Оверри.
Иоанн Павел II назначил его епископом Оверри в 1993 году. Он был посвящён в епископы апостольским нунцием в Нигерии Карло Марией Вигано 4 сентября 1993 года. 26 марта 1994 года он был назначен первым архиепископом Оверри.